# Melanolophia fugitaria
Melanolophia fugitaria là một loài bướm đêm trong họ Geometridae.